# سوفيريتو
سوفيريتو هي كما تدعى كومونا (البلدية) في محافظة ليفورنو وهي منطقة إيطاليا في توسكانا، تبعد حوالي 90 كيلومتر (56 ميل) عن مدينة فلورنسا من الجنوب الغربي، ومايقارب 60 كيلومتر (37 ميل) من جنوب شرق ليفورنو.

## أهم المعالم السياحية
- روكا ألدوبرانديسكا، اثار قلعة تم بناءها في النصف من القرن الثاني عشر بجوار قلاع القرن التاسع.
- بييف سان جيوستو، وهي كاتدرائية عامة على النمط الرومانسكي
- كاتدرائية سانتيسيما أنونزياتا الريفية
- كاتدرائية المصلوب
- حديقة مونتيوني الطبيعية

## المواقع التكنولوجية
مصنع العاكس الراسخ HVDC SACOI ، كابل الطاقة الخاص بـ HVDC الذي يجمع شبكات الكهرباء في قـرشقة وسردينيا بشبكة البر الرئيسي الايطالية. مقر أبحاث لاستبدال مفاتيح الطاقة التابع لشركة ENEL ، وكذلك خط الطاقة التجريبي الذي يمتد لـ 3 كيلومترات (1.9 ميل) إلى فالديكسيولا، والذي بني على نحو جزئي ككابل اسفل الأرض.

## فرازيوني
شكلت البلدية من قبل مقر بلدية سوفيريتو وقرى (فرازيوني) من بيلفيديري ومونتيوني وبراتا وسان لورينزو. قرى فورني الصغيرة، بوجيو أل توركو، سان لورينزو ديو، تابارو وفالدامون مضمومة أيضا في البلدية.